# ハロルド・ペンダー賞
ハロルド・ペンダー賞（Harold Pender Award）は、1972年に創設されたアメリカ合衆国の工学の賞。
ペンシルベニア大学工学・応用科学部から、社会への多大な貢献によって卓越した功績を残した工学専門家に授与される。
アメリカ合衆国の学者、作家、発明家でペンシルベニア大学工学・応用科学部の初代学部長のHarold Penderにちなんで名付けられた。

## 受賞者
- 2023: シャフィ・ゴールドワッサー
- 2018: ヤン・ルカン,　畳み込みニューラルネットワークの仕事により
- 2013: バーバラ・リスコフ,　プログラミング言語、プログラミング方法論、分散システムでの仕事に対して
- 2010: ロバート・カーン、ヴィントン・サーフ,　ネットワークベースの情報技術への先駆的で独創的な貢献、特に成長するインターネットの基盤を提供し続けるインターネット・プロトコル・スイート(TCP/IP)の設計と実装に対して
- 2006: ミルドレッド・ドレッセルハウス,　炭素ベースのナノ構造とナノテクノロジーの分野における先駆的な貢献とリーダーシップ、および科学と工学における女性の機会の促進に対して
- 2003: デニス・リッチー、ケン・トンプソン,　UNIXオペレーティングシステムとC言語の開発に対して
- 2002: ジョン・ホップフィールド,　計算論的神経科学と神経工学の分野における先駆的な業績に対して
- 2000: ジャック・キルビー,　集積回路またはマイクロチップの発明への貢献に対して
- 1999: ジョン・H・ホランド,　遺伝的アルゴリズムの創設者であり、複雑性と適応の科学における革新的な研究
- 1995: ジョージ・ダンツィーグ,　線形計画法の分野を生み出すシンプレックス法の開発者
- 1993: 猪瀬博,　デジタル通信の進歩と、情報の流れが社会に与える影響についての理解を深めるリーダー
- 1991: アーノ・ペンジアス,　宇宙の背景マイクロ波黒体放射の発見者
- 1990: デイナ・スコット,　論理や代数からプログラミング言語の数学的意味論の開発までの概念の適用におけるパイオニア
- 1989: 江崎玲於奈,　半導体のトンネル効果と量子井戸構造の開発のパイオニア
- 1988: ジョン・バーディーン,　トランジスタの共同発明者であり、超伝導理論への貢献者
- 1987: ハーバート・サイモン,　人工知能と認知科学の開発を含む、コンピューターサイエンス、心理学、経済学、および管理の間の学際的な作業への貢献者
- 1986: Ronold W. P. King,　電磁アンテナ理論開発のリーダー
- 1985: アムノン・ヤリーヴ,　量子エレクトロニクスとフォトニック集積回路の発明者
- 1984: カーバー・ミード、リン・コンウェイ,　VLSI技術のためのCAD技術の開発者と最初のVLSI教科書の著者
- 1983: ジョン・バッカス,　初期の高水準プログラミング言語Speedcoding（英語版）とFORTRANの発明者
- 1982: モーリス・ウィルクス,　世界で2番目の大規模汎用電子デジタルコンピューターの開発者であり、最初のデジタルコンピュータープログラマーの教科書の著者
- 1981: リチャード・ハミング,　代数的符号理論の父
- 1980: ロバート・ノイス,　集積回路の発明者
- 1979: エドウィン・ハーバート・ランド,　インスタントカメラの発明者
- 1978: クロード・シャノン,　定量的情報理論の作成者
- 1977: Jan A. Rajchman,　電子およびコンピューター研究
- 1976: ハイマン・G・リッコーヴァー,　USN, 原子力海軍の父
- 1975: Chauncey Starr,　Electric Power Research Institute (EPRI)の創設者
- 1974: Peter C. Goldmark,　33-1/3 rpm LPレコードの発明者
- 1973: ジョン・モークリー、ジョン・プレスパー・エッカート,　世界初の汎用電子デジタル計算機であるENIACの発明者
- 1972: Edward E. David Jr.,　アメリカ合衆国大統領の科学顧問